# Аббелоос, Жан Батист
Жан Батист Аббелоос (фр. Jean Baptiste Abbeloos; 15 января 1836, Гойк — 25 февраля 1906, Лёвен) — бельгийский востоковед.

## Биография
В 1860 г. окончил семинарию в Мехелене и 22 сентября 1860 года рукоположён в католические священники. Далее учился в университетах Лёвена и Рима, занимаясь преимущественно сирийскими манускриптами. 15 июля 1867 года в Лёвенском университете получил степень доктора теологии. Зиму 1867/68 провёл в Лондоне. С 1868 г. — профессор библеистики в семинарии Мехелена. Из-за проблем со здоровьем оставил преподавание; с 1876 г. — пастор в Дюффеле, с 1883 г. — генеральный викарий при кардинале Дешаме.
10 февраля 1887 г. избран ректором Лёвенского университета; способствовал развитию и расширению одного из важнейших образовательных центров страны. Вышел в отставку в 1900 году.

## Научная деятельность
Основные направления исследований — история сирийской церкви. В частности, им подготовлено (совместно с Тома Жозефом Лами) издание церковной истории Григория Бар-Эбрея (Gregorii Barhebraei Chronicon Ecclesiasticum. — Paris; Leuven, 1872—1877).